# 黃偉墓
黃偉墓是明代正德九年進士黃偉的墓，位於中華民國福建省金門縣金沙鎮汶沙里後水頭聚落，建於明嘉靖十七年（1538年），為金門縣縣定古蹟。

## 建築
黃偉墓為明代四品官官墓，坐落於太武山北麓後水頭與斗門兩村之間，斗門溪與金沙溪自二側流過，再會合於墓前不遠處，墓穴如鳥張翼狀，氣勢雄偉，人稱“烏鴉落田”，墓園之建築均採石材，墓前立石虎石馬和石望柱各一對，大部分明代墓葬的墓塚在墓的最後方，而黃偉墓的最後方卻是墓園内最高的正身護牆，黃偉墓的墓塚有兩層，底層是雕成長方形的整片石材，中間凸出如“口”字型，上面再以覆斗狀的凸形石塊覆蓋，即金門傳統的“墓龜”。墓塚前端的兩旁各有一堵板狀石欄浮雕，塋前是低降二階的墓桌，正前有三堵竹節浮雕，中為持扇仙人，左右為鹿和鶴，兩側分別浮雕鯉魚躍龍門和鳳凰，墓桌兩側伸二道三層墓手，第二墓手間為祭祀用的明堂，第三道墓手的內兩側有兩條石椅，墓東北的金沙溪畔有一墓表碑，碑文為黃偉任松江知府時所提拔的門生金貴享撰，記載黃偉的生平事蹟，上半部的銘文已磨損，但下半部清晰可見，雕刻工藝極高，墓道碑立於斗門村邊之古道旁，碑座為龜跌式，碑額橫刻「大明」二字，碑文為「中順大夫松江府致仕知府黃公暨安人陳氏墓道」。

## 維護
黃偉墓的整修工作於2007年11月9日開始，2009年3月3日完工並舉行謝土慶典，共花費新台幣九百九十餘萬元，採用原有和相近的材料以及傳統造墓技術方法，保存了黃偉墓原有色彩，在故墓表碑上恢復了碑亭，墓前古官道上的墓道碑劃入墓園範圍得以維護，另清除了墓埕、石象生、石筆、夯土牆、上下埕地坪、石今腳、墓池、墓塚、墓桌、二曲手、蓋石、墓道碑等建物上的青苔和污損，對部分缺失的部份進行仿舊重作。

## 祭祀
遷居福建南安市水頭鎮下店村的黃偉後人每年會在農曆五月十二日到金門祭祖，後改為農曆八月十一日，1949年兩岸分治後一度中斷，直到2005年才恢復。